# Lúcio Hortênsio
Lúcio Hortênsio ou Quinto Hortênsio (em latim: Lucius/Quintus Hortensius) foi um político da gente Hortênsia da República Romana eleito cônsul em 108 a.C. com Sérvio Sulpício Galba.

## Carreira
Lúcio era um membro da gente plebeia Hortênsia e era, possivelmente, tio do célebre orador Quinto Hortênsio Hórtalo. Segundo Broughton, é possível que ele tenha sido legado de Quinto Múcio Cévola durante seu governo na província romana da Ásia em 121 a.C.. Por isso, é provável também que tenha testemunhado a favor dele no processo aberto ano seguinte.
Ainda segundo Broughton, pode ter sido pretor na Sicília em 111 a.C..
É certo porém que foi eleito cônsul em 109 a.C. com Sérvio Sulpício Galba para o mandato no ano seguinte, mas foi processado e condenado antes de assumir o cargo, muito provavelmente por acusações de corrupção para conseguir votos para sua eleição. Foi condenado ao exílio e perdeu a cidadania romana. Em seu lugar foi nomeado cônsul Marco Aurélio Escauro.